# Цвілик Павлина Йосипівна
Павли́на Йо́сипівна Цві́лик, до шлюбу Совіздранюк (нар. 22 квітня 1891, Косів, Івано-Франківська обл. —31 березня 1964) — українська народна майстриня художньої кераміки в Косові. Членкиня Національної спілки художників України (1958), кавалерка ордена «Знак пошани» (1960).

## Біографія
Народилася у Косові на Франківщині у багатодітній родині потомственних гончарів Йосипа та Марини Совіздранюк (до шлюбу — Волощук). У родині було семеро дітей, які допомогали батькам у гончарній справі.
Першим вчителем Павлини у гончарному мистецтві був її дід, Михайло Волощук. Мала від природи художній смак і творчу фантазію, самотужки оволоділа розписом. У 19 років Цвілик стала відомою на весь край майстринею.
Павлина створювала невеликі за розміром вироби (баранчики, півники, дзбанки, миски, тарілки, баклаги, двійняки, колачі, вази, плесканці, підноси, боклаги, попільнички, кахлі, плитку, свічники, коралі, писанки), декорувала рослинним розписом (розетки, квітучі галузки), зображенням тварин і традиційними сюжетними сценами (гуцульські танці, музики, мисливці й ін.), головним чином на плитах для декорації стін.
Ліпила також маленькі фігурки гуцулів і гуцулок, ймовірно, перейняті з творчості пістинського майстра Петра Кошака, і розмальовувала їх кольоровими глинами. Свої твори Цвілик звичайно підписувала. Виробам цієї майстрині притаманний неспокійний мерехтливий ефект, створений використанням яскравого жовтого кольору на великій кількості площини орнаменту. Зачасту, майстриня наносила декор на побілковану (ангобовану), рідше — на темно-вишневу поверхню виробу.
У 1950-і роки працювала над створенням декоративної виставкової кераміки. Створила багато робіт форми традиційного українського гончарства: куманці, посудини-близнята, дзбанки, миски, глечики, колачі, на яких створювала нові квіткові візерунки.
Виготовляла дитячі іграшки, настільні жанрові композиції і скульптурки, переважно зображення гуцулів і гуцулок. Скульптурки завжди покривались улюбленими майстринею керамічними фарбами — зеленою, жовтою, коричневою.
У 1958 році Павлина Цвілик була прийнята в члени Спілки художників Української РСР. У 1960 році в зв'язку з Декадою української літератури і мистецтва у Москві, за творчі заслуги в галузі збереження і розвитку художніх традицій української кераміки Павлину Цвілик було нагороджено орденом «Знак Пошани».
У сімдесятирічному віці (1961 р.) Павлина Цвілик продовжувала займатися виготовленням оригінальних керамічних виробів, вишукуючи нові форми, орнаменти, використовуючи традиційні кольори.
Цвілик брала участь у громадській роботі Косова та Коломиї. Її майстерню часто відвідували художники і письменники, з якими вона ділилася своїм творчим досвідом та думками про мистецтво. Підтримувала зв'язок із учнями Косівського технікуму народних художніх промислів, закликала молодь вивчати традиції минулого.
Продовжувачами традицій Павлини Цвілик була династія косівських гончарів Рощиб'юків (від Михайла Рощиб'юка і його дружини Ганни — сестри Павлини Цвілик), її дочка Стефанія Заячук та онука Надія Вербівська.

## Родина
Чоловік: Григорій Цвілик (шлюб з 1922-о року), коломийчанин, який також походив із гончарного роду. Окрім ужиткового посуду, Цвілики робили невеличкі скульптурки для дітей (свисточки у вигляді зозульок, півники, баранчики, а також статуетки гуцулів та гуцулок). 1952-о року від тяжкої недуги помер Григорій Цвілик.
Донька: Стефанія Заятчук.
Онуки: Надія Василівна Вербівська (1928—2011) — майстриня гуцульської кераміки, член НСХУ (1964), заслужена майстриня народної творчості України. Після смерті чоловіка Павлини Йосипівни була її помічницею, в останні роки життя майстриня передала їй увесь свій досвід,
Ірина Василівна Цвілик-Серьогіна — відома майстриня художньої кераміки, членкиня НСХУ, заслужений майстер народної творчості України.

Сестра: Ганна Йосипівна Рощиб'юк (1903—1981) — українська майстриня художньої кераміки, членкиня Спілки художників України.
|  | У праці – я й знайшла єдину відраду у житті. (Павлина Цвілик) |

## Виставки
1910-о року кілька керамічних робіт Павлини Цвілик експонувалися на виставці у Відні і були високо оцінені спеціалістами.
Виставка «Збереження стилю в кераміці» (с-ще Ворохта (1933) (диплом).
Виставка домашніх художніх промислів у Кутах (1933), Цвілики нагороджені дипломом першого ступеня та золотою медаллю.
Всесвітня виставка в Брюсселі (Бельгія) (1958) та в  Остенде (1959), серед 80-ти робіт, які представляли Радянський Союз, дві належали Цвілик.
Виставка народного мистецтва в Софії, експозиція із 40 творів Павлини Цвілик (1958).
Всесвітня виставка в Празі (1962) (срібна медаль).
Цвілик брала участь у численних обласних та республіканських виставках.
ЇЇ твори зберігаються у музеях України та закордоном.
У Національному музеї народного мистецтва Гуцульщини та Покуття імені Й. Кобринського зберігаються 122 твори майстрині.
У колекції Національного музею історії України зберігається дві роботи майстрині П. Й. Цвілик — чутро (баклага) та горщики-двійнята, датовані 1925—1939 рр.

## Вшанування пам"яті
До 130-річчя від дня народження майстрині Полтавський художній музей (галерея мистецтв) імені Миколи Ярошенка запропонував виставку керамічних виробів для віртуального перегляду.